# Emirat de Lurqa
La taifa de Lurqa o emirat de Lurka fou un estat musulmà de la part oriental de l'Àndalus a la regió murciana a l'entorn de Llorca, que va sorgir vers el 1051 quan el governador local Sumàdih ibn Maan va disputar el tron de l'emirat d'Al-Mariyya al seu germà Muhammad ibn Maan al-Mútassim; aquest va triomfar. Llavors Labbun ibn Khatib, cap de la poderosa família local llorquina dels Banu Labbun, que havia donat suport al rebel, es va proclamar emir i va estendre el seu domini cap a Jaén i Baza. La família Banu Labbun hauria desconegut tanmateix no sols a l'emir d'Almeria Muhammad ibn Maan al-Mútassim, sinó també a l'emir de València sota sobirania del qual estava Almeria.
A Labbun Ibn Khatib el van seguir els seus tres fills Abu Muhammad Abdallah ibn Labbun, després Abu Ayas Ibn Labbun, i finalment Abu Lasbag ibn Labbun Said al-Dawla, fins que el 1070 fou ocupada pels abbadites de Sevilla. El darrer emir es va sotmetre sense lluita.

## Emirs de Llorca, dinastia Banu Labbun
- Ibn Khatib
- Abu-Muhàmmad Abd-Al·lah ibn Labbun
- Abu-Ayàs ibn Labbun
- Abu-l-Àsbagh ibn Labbun Sad-ad-Dawla.